# Вибір персиків (фільм, 1924)
«Вибір персиків» (англ. Picking Peaches) — американська короткометражна кінокомедія Ерла Кентона 1924 року.

## Сюжет
Серія ескізів взуттєвого клерка, його дружини, і його позакласних заходів. Взуттєвий клерк знайомиться з дружиною одного зі своїх клієнтів. Обидві пари йдуть на пляж, щоб подивитися на конкурс моди. Повернувшись на роботу в понеділок, все повернулося в норму, поки переможниця конкурсу не з'являється, щоб оновити гардероб.

## У ролях
- Гаррі Ленгдон — Гаррі, клерк
- Альберта Вон — дружина Гаррі
- Етель Тір — друг дружини Гаррі
- Дот Фарлі — клієнт
- Кьюпі Морган — клієнт
- Вернон Дент — менеджер магазина
- Ірен — дружина менеджера
- Мері Акін — переможниця конкурсу
- Енді Клайд — короткозорий клієнт
- Джек Купер — ведучий конкурсу краси
- Марселін Дей — учасниця конкурсу краси
- Дороті Дорр — учасниця конкурсу краси
- Евелін Франциско — учасниця конкурсу краси
- Євгенія Гілберт — учасниця конкурсу краси